# William Ramsay
William Ramsay (Glasgow, Regne Unit, 1852 - High Wycombe, Regne Unit, 1916) fou un químic i professor universitari escocès guardonat amb el Premi Nobel de Química de 1904.

## Biografia
Va néixer el 2 d'octubre de 1852 a la ciutat escocesa de Glasgow, sent fill de William Ramsay i Catherine Robertson, i nebot del geòleg Andrew Ramsay. Estudià química a les Universitats de Glasgow i Tubinga, esdevenint professor de química del University College de la Universitat de Bristol l'any 1880 i director del mateix a l'any següent. El 1887 es traslladà a Londres on exercí com a professor de química del University College, càrrec que exercí fins a la seva jubilació l'any 1913.
Ramsay morí el 23 de juliol de 1916 a la seva residència de High Wycombe, situada al comtat de Buckinghamshire.

## Recerca científica

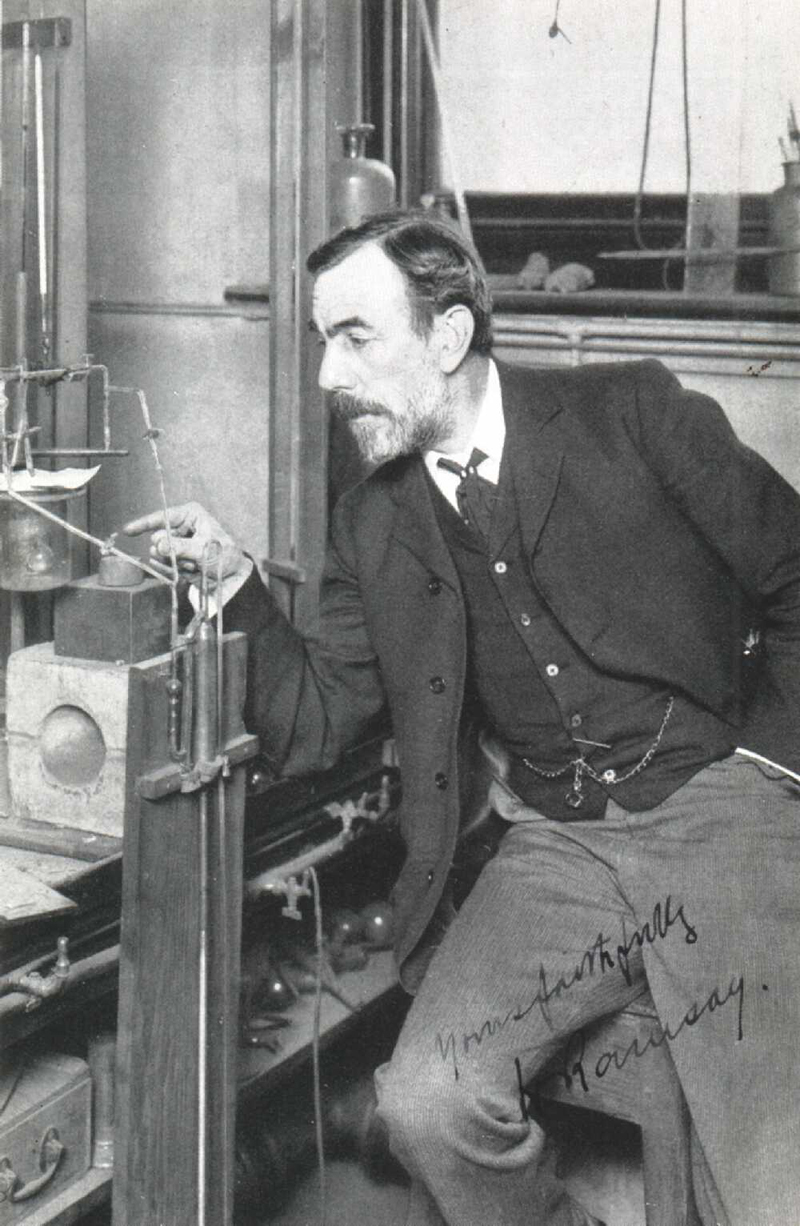
William Ramsay

Entre 1885 i 1890 publicà notables estudis sobre els òxids de nitrogen. Descobrí cinc elements gasosos inerts, els anomenats gasos nobles: l'argó l'any 1894, treballant amb John William Strutt; l'heli en minerals terrestres, l'any 1895; i el criptó, el neó i el xenó, conjuntament amb Morris Travers, el 1898. Així mateix isolà i contribuí al coneixement que l'heli és un producte de la desintegració atòmica del radi, i el 1910 isolà el radó.
L'any 1904 fou guardonat amb el Premi Nobel de Química pel descobriment dels components de l'aire i determinar la seva situació en la Taula periòdica dels elements, el mateix any en què John William Strutt fou guardonat amb el Premi Nobel de Física pel seu descobriment de l'argó.

## Reconeixements
En honor seu s'anomenà el cràter Ramsay de la Lluna.